# Катуну (Салчоара)
Катуну (рум. Cătunu) насеље је у Румунији у округу Дамбовица у општини Салчоара. Oпштина се налази на надморској висини од 186 m.

## Становништво
Према подацима из 2002. године у насељу је живело 169 становника, од којих су сви румунске националности.